# Somniosus pacificus

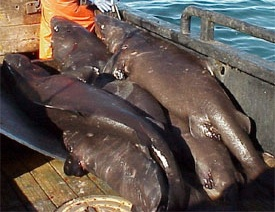
Esemplari pescati

Il lemargo del Pacifico o squalo dormiente, (Somniosus pacificus) è uno squalo della famiglia dei Somniosidi. È diffuso nelle acque temperate di tutto il globo, dal 70° N al 47° S, dalla superficie ai 2000 metri di profondità. Il più grande lemargo di cui siano mai state ufficialmente determinate le dimensioni misura 4,4 metri, per un peso di 888 chilogrammi, ma si ritiene che questa specie possa raggiungere i 7 metri di lunghezza.

## Alimentazione
Il lemargo del Pacifico scivola lentamente attraverso le acque senza fare il minimo rumore. È un possente predatore che si nutre risucchiando le prede all'interno della grande bocca e facendole a pezzi con i denti affilati, in modo da poterle meglio inghiottire. Le sue abitudini alimentari sono state studiate dettagliatamente soltanto in Alaska: la maggior parte degli esemplari esaminati aveva all'interno dello stomaco resti di polpi giganti del Nordpacifico. Il lemargo si nutre anche di creature che vivono sul fondo, come sogliole, pianuzze, pollock, gamberetti, paguri e perfino lumache di mare.
Gli esemplari più grandi catturano anche prede più veloci, come calamari, salmoni del Pacifico e focene comuni. La dieta del lemargo sembra variare a seconda delle dimensioni che raggiunge. Ad esempio, in una femmina di 3,7 metri catturata al largo di Trinidad (California) fu ritrovato gran parte del corpo di un calamaro gigante. Una femmina di 3,6 metri catturata al largo delle coste del Cile aveva nello stomaco l'intera carcassa di un lissodelfino australe. Gli esemplari dell'Alaska lunghi 1,95-3 metri sembra che si nutrano soprattutto di pianuzze, pollock e cefalopodi, mentre quelli lunghi 3,3-4,2 metri, oltre a mangiare teleostei e cefalopodi, catturano anche mammiferi marini.
Insieme al capodoglio, il lemargo del Pacifico è l'unica creatura a mangiare esemplari adulti di calamaro gigante e di calamaro colossale, come indicano i resti ritrovati negli stomaci. Poiché è piuttosto difficile per uno squalo di 7 metri catturare e divorare calamari di 12-14 metri, si ritiene che si nutra solamente delle loro carcasse. Tuttavia, è anche probabile che il lemargo sia in grado di catturare calamari malati o denutriti, dato che in queste circostanze la combattività di queste creature diminuisce notevolmente.

## Riproduzione
Sappiamo molto poco sui primi anni di vita del lemargo del Pacifico. Si ipotizza che nasca da uova che si schiudono all'interno del corpo della femmina (riproduzione ovovivipara), ma il periodo di gestazione è ignoto, così come il numero dei nati per parto, sebbene sia stato ipotizzato che il loro numero di aggiri sui 300. La lunghezza alla nascita è di circa 42 cm.

## Dimensioni
Alcuni esemplari di lemargo del Pacifico possono raggiungere i 7,5 metri di lunghezza. Mediamente, però, la specie è lunga 4 metri e pesa 280–320 kg. L'esemplare più grande mai catturato era lungo 4,4 metri, ma secondo FishBase è molto probabile che alcuni esemplari possano raggiungere anche i 7 metri. Nel 1989 un lemargo enorme venne attratto da un'esca nelle acque al largo della baia di Tokyo (Giappone), dove fu filmato. Secondo Eugenie Clark questo squalo era lungo circa 7 metri.

## Adattamenti
Dato che il lemargo vive in acque profonde, dove le temperature sono molto basse, l'olio all'interno del suo fegato non contiene squalene, poiché esso potrebbe solidificarsi dando origine a una densa massa non galleggiante. Al posto dello squalene vi si trovano vari composti a bassa densità, come eteri diacilglicerili (DAGE) e triacilglicerolo (TAG), i quali mantengono la loro fluidità anche a temperature bassissime. Inoltre, il lemargo (così come molti altri squali di acque profonde) non immagazzina molta urea nella pelle, ma elevate concentrazioni di ossido di trimetilammina (un prodotto di scarto azotato). Questo aiuta il lemargo a stabilizzare le proteine che compongono i muscoli atti al nuoto e gli ormoni digestivi e riproduttivi contro le elevate pressioni e il freddo intenso delle profondità marine.
Dato che negli abissi è molto raro trovare cibo a sufficienza, il lemargo è in grado di immagazzinarlo in quantità nel suo grande stomaco. Le mascelle, piuttosto brevi e poste trasversalmente, consentono a questo squalo di dare morsi potenti. I denti situati sulla mascella superiore sono a forma di spillo, mentre quelli su quella inferiore hanno cuspidi oblique e basi sovrapposte. La loro disposizione permette di tranciare e fare a pezzi i bocconi troppo grandi da inghiottire. Infine, la pinna caudale, molto corta, permette al lemargo di conservare le energie per i rapidi e violenti scatti con cui cattura le prede.